# Jacobina do Piauí
Jacobina do Piauí est une municipalité brésilienne située dans l'État du Piauí.